# Krpeľany
Krpeľany (ungarisch Kerpelény – bis 1907 Krpelán) ist eine Gemeinde im Norden der Slowakei mit 1059 Einwohnern (Stand 31. Dezember 2024), die zum Okres Martin, einem Teil des Žilinský kraj gehört und zur traditionellen Landschaft Turz gezählt wird.

## Geographie

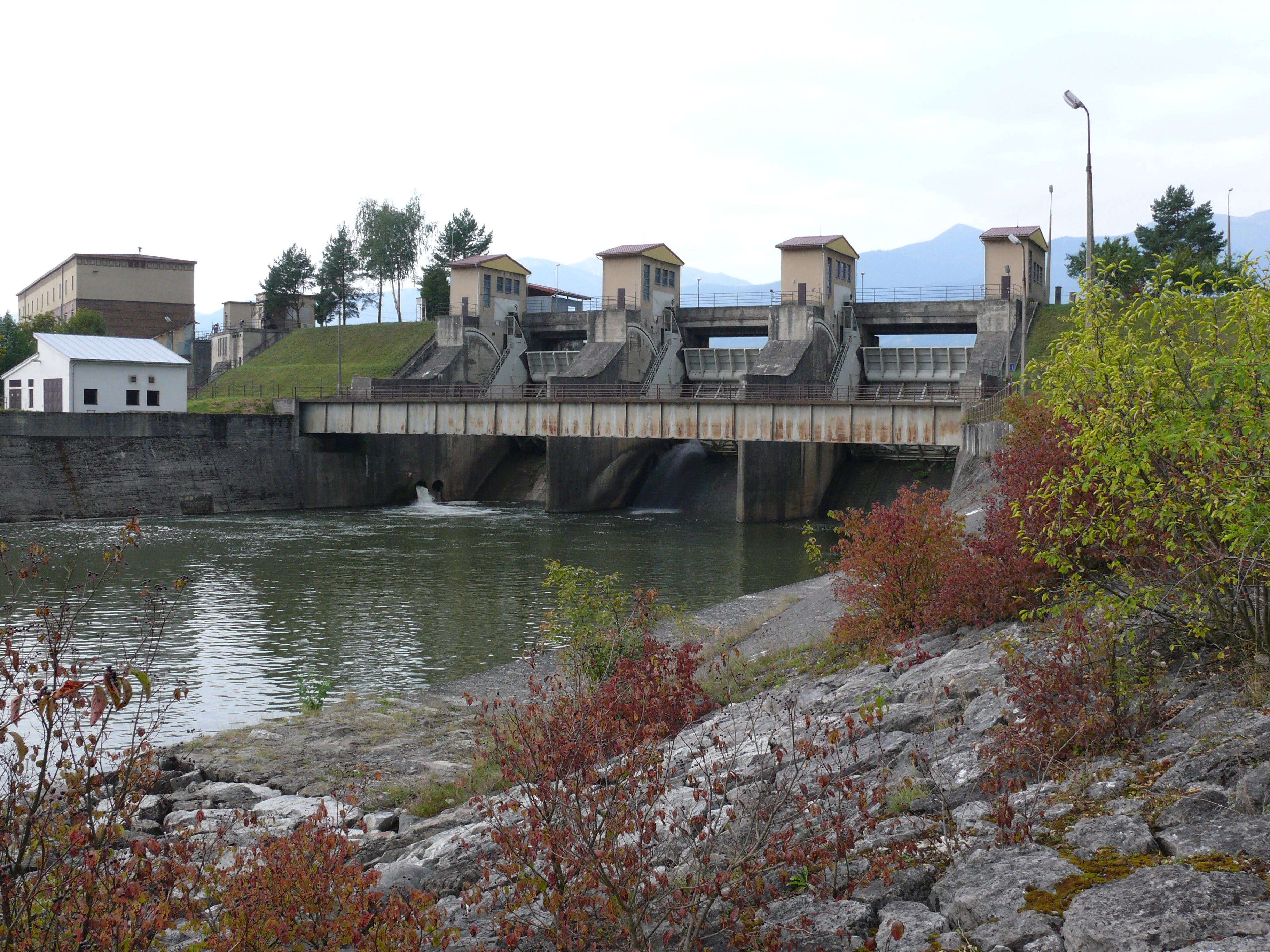
Wasserkraftwerk an der Waag

Die Gemeinde befindet sich im Nordostteil des Talbeckens Turčianska kotlina, wo das Tal sich zwischen den Gebirgen Kleine Fatra im Norden und Große Fatra im Osten und Süden verengt. Am Ort vorbei fließen die Waag sowie deren Kanal; der Fluss ist knapp flussaufwärts im Stausee Krpeľany aufgestaut. Das Ortszentrum liegt auf einer Höhe von 410 m n.m. und ist 17 Kilometer von Martin entfernt.

## Geschichte
Neben Funden der Lausitzer Kultur sind Überreste der in der Römerzeit erbauten Burgstätte Pohanovo ein Beweis der vormittelalterlichen Besiedlung des Gemeindegebietes. Der Ort wurde zum ersten Mal 1430 schriftlich erwähnt und gehörte zum Herrschaftsgebiet von Sučany. Bis zur ersten Hälfte des 16. Jahrhunderts wechselte das Dorf häufig seine Besitzer, von 1541 bis 1848 war es dann im Besitz des Geschlechts Nyáry. 1828 sind 52 Häuser und 326 Einwohner verzeichnet. Neben Landwirtschaft waren Flößerei, Kalkbrennen sowie Forstwirtschaft weitere Einnahmequellen.
Bis 1918 gehörte der im Komitat Turz liegende Ort zum Königreich Ungarn und kam danach zur Tschechoslowakei bzw. heute Slowakei. Nach dem Zweiten Weltkrieg erlebte die Gemeinde wegen der Errichtung des Stausees Krpeľany von 1949 bis 1957 einen Aufschwung.

## Bevölkerung
| Jahr                | 1994 | 2004    | 2014    | 2024    |
| ------------------- | ---- | ------- | ------- | ------- |
| Anzahl der Personen | 1062 | 1094    | 1106    | 1059    |
| Unterschied         |      | +3,01 % | +1,09 % | −4,24 % |

| Jahr                | 2023 | 2024    |
| ------------------- | ---- | ------- |
| Anzahl der Personen | 1062 | 1059    |
| Unterschied         |      | −0,28 % |

Ergebnisse nach der Volkszählung 2001 (1068 Einwohner):
| Nach Ethnie: - 98,31 % Slowaken - 0,09 % Roma - 0,09 % Tschechen | Nach Konfession: - 79,12 % evangelisch - 11,80 % römisch-katholisch - 2,18 % griechisch-katholisch - 2,18 % konfessionslos |

## Sehenswürdigkeiten
- evangelische Dreifaltigkeitskirche, 2011 geweiht
- Landsitz im klassizistischen Stil